# Internationaler Tag der Gewaltlosigkeit
Der Internationale Tag der Gewaltlosigkeit (englisch: International Day of Non-Violence) wird jährlich am 2. Oktober begangen.

## Geschichte
Der Gedenktag wurde von der Generalversammlung der Vereinten Nationen am 15. Juni 2007 in der Resolution A/RES/61/271 beschlossen.
Der Tag wurde gewählt, weil der Anführer der indischen Unabhängigkeitsbewegung Mahatma Gandhi, der die Gewaltlosigkeit und den gewaltfreien Widerstand bzw. den zivilen Ungehorsam zum Prinzip in der politischen Auseinandersetzung erhoben hatte, am 2. Oktober 1869 geboren worden war.
Der indische Außenminister Anand Sharma, der den Beschluss in die Generalversammlung eingeführt hatte, erklärte, die Idee zur Einführung des Gedenktags sei bei einer Konferenz entstanden, die im Januar 2007 in Neu-Delhi stattgefunden hatte und die sich mit Gandhis Denken im 21. Jahrhundert beschäftigt hatte (Peace, Non-Violence and Empowerment — Gandhian Philosophy in the 21st Century).